# Warhammer: Invasion
Warhammer: Invasion LCG è un gioco di carte non collezionabili prodotto dalla Fantasy Flight Games (FFG) e distribuito in Italia da Giochi Uniti. 
È basato sull'ambientazione del mondo di Warhammer Fantasy della Games Workshop.

Più precisamente si tratta di un gioco di carte nel formato Living Card Game (LCG) ideato proprio dalla Fantasy Flight Games, formato che prevede la pubblicazione di set prefissati di carte note e numerate (quindi non distribuite casualmente). Grazie a questo formato chiunque può quindi ottenere subito le carte che cerca semplicemente comprando il set che le contiene, per cui viene a perdere di significato tutta l'attività del giocatore legata alla ricerca delle carte rare (acquisti, scambi, ecc.). Per questo motivo il formato viene detto "non collezionabile".

## Storia
Nel 2009, la Games Workshop ha concesso alla Fantasy Flight Games la licenza di produrre un gioco di carte legato all'ambientazione creata da lei stessa per il suo più popolare gioco, Warhammer Fantasy Battle, un mondo fantasy ben sviluppato e già ampiamente utilizzato anche per tutte le sue altre svariate pubblicazioni legate all'universo di Warhammer.
Warhammer: Invasion è stato progettato da Eric M. Lang, puntando su meccaniche innovative (come la suddivisione del campo in zone e l'utilizzo delle plance per le capitali), su una veste grafica molto accattivante (le carte, pur avendo le dimensioni standard di giochi analoghi, hanno illustrazioni molto grandi e di qualità, grazie anche all'assenza del bordo), sull'ambientazione molto popolare tra il pubblico degli amanti dei giochi di strategia fantasy e soprattutto puntando sul nuovo formato "Living Card Game" ideato proprio dalla FFG.
Il formato prevede la pubblicazione di set prefissati di carte dove il giocatore sa esattamente quante e quali carte contiene ogni set pubblicato. Questo formato è pensato proprio per permettere a qualunque giocatore di preparare il proprio mazzo di gioco in modo più semplice e veloce, potendo anche contenere sensibilmente le spese, o per lo meno quantificarle in anticipo.

La traduzione della versione italiana è stata curata inizialmente dalla Nexus per conto della Giochi Uniti.

## Il gioco
Il gioco rappresenta lo scontro tra due fazioni avversarie che difendono le rispettive Capitali, cercando al contempo di assaltare quella dell'avversario. Ogni giocatore deve gestire le sue tre zone (Cerca, Reame e Campo di Battaglia) tramite l'utilizzo del proprio mazzo di gioco, in modo da sviluppare le proprie strategie e sconfiggere infine l'avversario bruciando due delle sue tre zone. La Capitale indica qual è la razza principale del giocatore, ma è possibile mescolare nello stesso mazzo di gioco carte di razze diverse (comprese le neutrali), a patto che non si combini mai l'Ordine con la Distruzione.
Il set base, indispensabile per iniziare a giocare in quanto contiene anche le regole, è costituito da 220 carte, suddivise per le 6 razze che compongono il gioco (Impero, Nani ed Elfi alti per l'Ordine; Caos, Orchi ed Elfi Oscuri per la Distruzione) più le razze Neutrali, da vari segnalini Risorse e Danni e infine dalle plance che rappresentano le Capitali delle 4 razze sviluppate pienamente nel set di base: Impero, Nani, Caos ed Orchi. Gli Elfi Alti e i loro cugini Oscuri nel base sono solo "introdotti" ma non del tutto sviluppati, quindi vengono utilizzati solo a supporto di altri eserciti (come le razze neutrali), ma le loro Capitali ed il grosso delle carte si possono trovare nell'espansione deluxe a loro dedicata: Assalto ad Ulthuan.

### Le Zone
Le 3 Zone, delimitate dai tre lati della plancia della Capitale, sono: Cerca, Reame e Campo di Battaglia.
- Il Reame è la zona a sinistra della Capitale, determina quante sono le risorse di cui dispone il giocatore ogni turno, tramite le quali è possibile pagare i costi delle carte da mettere in gioco dalla propria mano;
- La Cerca è la zona a destra della Capitale del giocatore. Determina quante carte si possono pescare in un turno e dove possono essere messe in gioco le carte delle cerche (intese come "ricerche epiche");
- Il Campo di Battaglia è la zona davanti alla Capitale, la parte in alto, direttamente di fronte all'avversario. Questa è la zona dove le unità possono attaccare le zone del nemico ed arrecargli dei danni, sia sulle sue unità (che quindi possono morire) che sulle zone stesse.

Le Zone hanno 3 punti vita, quindi possono incassare fino a 7 danni, perché all'ottavo bruciano. 
Questo limite può essere innalzato tramite gli "sviluppi".

### Le carte
Le carte, così come le plance delle Capitali hanno un look and feel tipico della razza cui appartengono, richiamandola nei colori e nella grafica:
- L'Impero ha il colore dominante blu;
- Per i Nani predominano i toni sul marrone;
- Il Caos tende al rosso scuro;
- Gli Orchi hanno il verde;
- Gli Elfi Alti propendono verso un luminoso giallo oro;
- Gli Elfi Oscuri sono caratterizzati da un viola molto scuro.

Le carte neutrali sono grigie e possono essere utilizzabili o da tutte quante le razze, oppure solo delle razze dell'Ordine (come gli Elfi Silvani o gli Uomini Lucertola) oppure ancora solo da quelle della Distruzione (come gli Skaven o i non-morti).
Le varie razze hanno le proprie caratteristiche e quindi le carte ne seguono in generale le peculiarità, permettendo al giocatore di sviluppare strategie di gioco molto differenti tra loro (sia assemblando il mazzo di gioco, sia durante la partita stessa).
Le carte hanno indicato in alto a sinistra il tipo di carta. Esistono infatti quattro tipologie di carte nel gioco: Unità, Supporti, Tattiche e Cerche. Tutte le carte sono associate ad una razza e quindi al loro colore, eccetto le neutrali.
- Le carte Unità rappresentano le creature a disposizione del giocatore che possono essere messe in gioco pagandone il costo in risorse. Le unità possono essere usate per attaccare o difendere le zone, per adempiere alle Cerche oppure semplicemente per fornire "potere" alle Zone di Cerca (quindi per pescare più carte) o al Reame (cioè per ottenere più risorse ogni turno);
- Le carte Supporto hanno un effetto persistente (positivo o negativo) sul gioco, oppure possono servire semplicemente a fornire più potere alle zone in cui vengono messi in gioco;
- Le carte Tattica possono essere giocate in modalità istantanea (anche nel turno dell'avversario, se non specificato diversamente dalla carta stessa) e generalmente rimangono in gioco solo finché non si risolve l'effetto, al contrario di quelle precedentemente descritte;
- Le carte Cerca rappresentano delle "cerche epiche" che possono dare, se portate a compimento, degli effetti vantaggiosi per il giocatore. Queste possono essere messe in gioco solo nell'omonima Zona di Cerca ed hanno la caratteristica di essere stampate in orizzontale, a differenza di tutte le altre carte.

Appena sotto l'indicazione del tipo è presente un numero che rappresenta il costo da pagare per metterle in gioco, più delle eventuali icone che rappresentano il costo di "lealtà". Ogni icona rappresenta un punto di costo vincolato al numero di carte già in gioco della stessa razza, contando anche la Capitale stessa (in pratica la capitale paga già di per sé un costo 1 di fedeltà e questo serve per incentivare i mazzi monorazza).
Nella metà superiore della carta è presente un'ampia illustrazione e subito sotto il riquadro il nome della carta stessa.
Nella parte bassa è presente un riquadro contenente una descrizione della carta, che ne determina gli effetti o comunque l'utilizzo, più una parte opzionale puramente narrativa che ne caratterizza meglio la descrizione in funzione dell'ambientazione.
In basso a sinistra, in caso di supporti o unità, può essere presente una o più "icone martello" che rappresentano i punti potere della carta, utili ad aumentare il potere delle Zone che le ospitano (in caso di unità rappresenta anche il danno che può fare in combattimento, sia in attacco che in difesa).
Appena sotto, per le unità è presente un numero che rappresenta i punti vita dell'unità, azzerando i quali si uccide la creatura causandone la rimozione dal gioco.
Nell'angolino in basso a sinistra è poi rappresentato in piccolo, tramite una minuscola icona, il set in cui è pubblicata la carta ed a fianco compare il suo numerino posizionale nella collezione.
Ogni giocatore per poter giocare compone le sue carte in modo da ottenere un mazzo che deve contenere un numero variabile di carte compreso tra 50 e 80 carte, che siano compatibili tra loro e dove ogni singola carta può comparire al massimo in triplice copia.
Il giocatore inizia la partita con una mano di 7 carte (che può rifiutare una volta sola rimescolando il mazzo e ripescandone altre 7 che dovrà per forza tenere). Ogni turno poi pesccherà una o più carte (a seconda dei punti potere nella zona della Cerca) che metterà in gioco a piacimento a seconda del costo di ognuna e delle risorse che avrà di volta in volta a disposizione.

### Il turno
Ogni giocatore gioca il proprio turno, suddiviso nelle varie fasi che lo compongono, prima di terminare e passare il turno all'avversario.
L'avversario intanto, oltre a stare a guardare il giocatore corrente, può giocare carte di tipo tattica (compatibilmente con il costo e le risorse ancora disponibili) o attivare Azioni descritte dalle carte in gioco per provare a contrastarlo, anche se non è nel proprio turno.
Il turno è suddiviso in una sequenza precisa di fasi, corrispondenti alle varie zone della Capitale:
1. Fase del Reame, dove il giocatore attivo scarta le eventuali risorse avanzate dal turno precedente e ne ottiene di nuove, a seconda dei punti potere presenti nella Zona del Reame (3 di base più il potere dato dalle carte nella zona);
2. Fase della Cerca, dove il giocatore attivo pesca tante carte quanti sono i punti potere presenti nella Zona di Cerca (con un minimo di una, data dal punto potere di base fornito dalla Zona);
3. Fase della Capitale, dove il giocatore attivo può mettere in gioco le proprie carte nelle zone, a patto che ne possa pagare il costo tramite le risorse collezionate nella precedente fase di Reame. Le tattiche sono le uniche carte che possono essere messe in gioco, pagandone il costo, non solo in questa fase ma anche in qualunque altra, comprese quelle del turno dell'avversario. Una volta che una carta è messa in gioco in una Zona, tipicamente vi rimane (a meno di alcune carte dell'Impero che possono permetterne gli spostamenti da una Zona ad un'altra, anche in taluni casi se appartengono all'avversario);
4. Fase del Campo di Battaglia, in cui il giocatore può dichiarare attacchi con le sue unità che possono attaccare l'avversario, ossia quelle presenti nel proprio Campo di Battaglia (a meno che l'effetto di qualche carta specifichi diversamente). L'attacco va dichiarato ad una delle tre zone dell'avversario, cui seguirà la dichiarazione di eventuali creature difendenti, se presenti nella zona attaccata. Il combattimento viene risolto sommando tutti i martelli ed i punti vita delle unità in attacco e sottraendo reciprocamente i danni con i difensori. Ogni giocatore distribuisce poi i danni arrecati sulle creature dell'avversario, decretandone così la morte e quindi la rimozione dal gioco.

Eventuali punti potere "avanzati" (perché il totale dei martelli degli attaccanti superava i punti vita dei difensori) vanno trasformati in danni sulla Zona (che di base ha 8 punti vita). Non vale il viceversa, ossia il difendente non potrà arrecare danno alla zona da cui è partito l'attacco.

### La Corruzione
La corruzione è un effetto tipico delle Razze legate alla Distruzione ed in particolare del Caos. La si ottiene tramite carte che attivano in qualche modo quell'effetto su unità bersaglio. La corruzione è intesa come la contaminazione del Caos ed affligge quindi solamente le carte di tipo unità. Una volta colpite, le unità vengono girate di 90° (in posizione orizzontale) e da quel momento non possono più essere dichiarate come attaccanti o difensori (ossia non partecipano più ai combattimenti), ma continuano a forniture punti potere alle Zone in cui sono collocati. 
Ogni turno, all'inizio della fase Reame, un giocatore può ripristinare una unità corrotta rimettendola in verticale. Non è possibile ripristinarne più di una per turno, a meno di giocare eventuali carte i cui effetti dicano il contrario.

### Gli sviluppi
Durante la propria fase Capitale, il giocatore attivo può scegliere di giocare una carta "a rovescio" come sviluppo, senza per questo rivelare la carta. Questa azione può essere fatta una volta sola per turno (a meno di carte i cui effetti specifichino qualcosa di diverso) ed ha l'effetto di fornire un punto vita in più alla Zona in cui viene giocata. Lo sviluppo non ha alcun costo, ha il medesimo effetto qualunque sia la carta che viene girata (unità, supporto, cerca o tattica) ed ha anche il vantaggio di poter essere utilizzato in combinazione con altre carte attive nel gioco i cui effetti possono essere legati agli sviluppi in gioco. L'Impero e soprattutto i Nani basano infatti molte strategie dei loro mazzi sugli sviluppi, mentre ad esempio gli Orchi sono più orientati alla distruzione degli sviluppi, sia propri che altrui.

## Pubblicazioni
Oltre al Set Base, vi sono due tipi di pubblicazioni: le espansioni deluxe ed i battlepack.
Il gioco è quindi in continua crescita e con le nuove pubblicazioni talvolta vengono introdotte nuove razze neutrali o qualche nuova regola che va ad aggiungersi a quelle preesistenti.
Tutte quante le pubblicazioni, trattandosi di un formato Living Card Game, sono predeterminate ed identiche tra loro come contenuti. È quindi possibile sapere a priori quante e quali carte contiene ogni set, per cui è possibile pianificare gli acquisti in base alle proprie esigenze.

### Espansioni deluxe
Le espansioni deluxe sono ampie come numero di carte, di solito introducono nuove razze e/o caratteristiche e sono pubblicate in confezioni simili al Set Base ma di dimensioni più ridotte. 
Le espansioni deluxe di Warhammer Invasion sono:
- Assalto ad Ulthuan, la prima espansione deluxe pubblicata, contenente anche le plance Capitale degli Elfi. L'espansione sviluppa meglio le due razze elfiche introdotte nel Set Base; (unica espansione deluxe dove le carte sono in 1x, 2x e 3x)
- La Marcia dei Dannati, che introduce le razze neutrali dei non-morti e degli uomini lucertola, oltre che alle nuove regole legate alla Necromanzia e alla Ferocia;
- Le Leggende, espansione deluxe che varia in parte le regole introducendo i nuovi Eroi Leggendari, una nuova tipologia di carta del tutto nuovo, simile all'Unità ma molto più potente e costosa da mettere in gioco.

### Cicli
I vari Cicli sono formati ognuno da 6 battlepack, cioè da singoli pacchetti da 40 o da 60 carte (a seconda del ciclo).
I cicli pubblicati sono:
- Il Ciclo della Corruzione, composto da 6 battlepack in formato da 40 carte, che introducono gli Skaven tra le fazioni neutrali votate alla Distruzione (unico ciclo dove vi sono carte in 1x e carte in 3x)
- Il Ciclo del Nemico, composto da 6 battlepack da 60 carte, a partire dai quali tutte le carte contenute in ognuno sono in 3x ( tre è il numero massimo di carte uguali giocabili in un mazzo);
- Il Ciclo di Morrslieb (la Luna del Caos), composto da 6 battlepack da 60 carte (sempre in 3x) dove vengono introdotte le creature dei boschi (Elfi Silvani, Uomini Albero, ecc).
- Il Ciclo delle capitali composto da 6 battlepack da 60 carte, aggiunge la caratteristica Temuto (che cancella il testo delle unità che vengono attaccate).
- Il Ciclo delle cerca del sangue composto da 6 battlepack da 60 carte, introduce le carte Artefatto (che possono essere aggregate a leggende ed eroi con effetti molto potenti) e molte carte Cerca, oltre ad altre carte che vanno ad agire in sinergia con le cerche.
- Il Ciclo della guerra eterna composto da 6 battlepack da 60 carte, non ancora uscito, aggiungerà le carte di tipo Imboscata e Predone, le prime se giocate come sviluppo possono essere girate se l'area in cui si trovano viene attaccata, le seconde possono rubare risorse all'avversario se portano con successo un attacco.